# Nodiko Tatichvili
Nodiko « Nodar » Tatichvili (en géorgien ნოდიკო "ნოდარ" თათიშვილი), né le 5 novembre 1986 à Tbilissi en RSS de Géorgie, est un chanteur géorgien.

## Biographie
Le 5 février 2013, il est choisi pour représenter la Géorgie au Concours Eurovision de la chanson 2013 à Malmö, en Suède avec la chanson Waterfall (Cascade) en duo avec la chanteuse géorgienne Sopho Gelovani.

## Récompenses
- 2005 - International Music Festival Palanga 2005, Lituanie
- 2005 - The Amber Star, Lituanie
- 2007 - international Song Contest "Astana 2007", Kazakhstan
- 2007 - Shanghai-Malaysian International Song contest, awarded as The Best Male Voice, Malaisie
- 2008 - "Slaviansky Bazar", Awarded for the second place, Biélorussie
- 2009 - International Song Contest "Golden Voices", awarded for the third place, Moldavie
- 2009 - Geostar, Winner of the Project, Géorgie